# 国防予備船隊
用語対訳
- Maritime Administration - 運輸省海事局
- National Defense Reserve Fleet - 国防予備船隊
- Ready Reserve Force - 即応予備船隊
- Afloat Prepositioning Force - 洋上事前配備船隊
- Maritime Prepositioning Ships - 海兵隊事前配備船隊

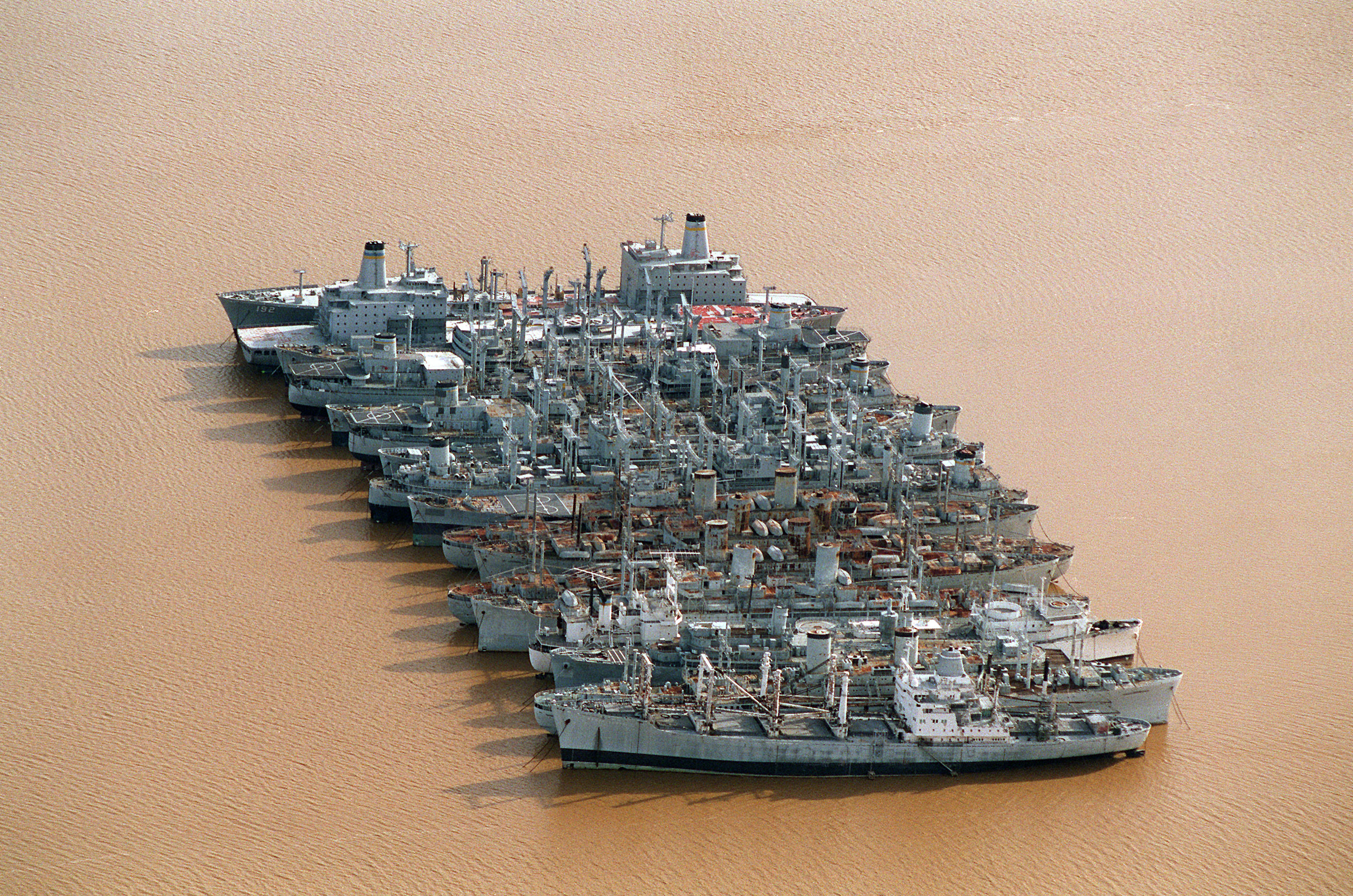
ジェームズ川に係留された国防予備船隊の船舶

国防予備船隊（こくぼうよびせんたい、英語: National Defense Reserve Fleet,NDRF）とはアメリカ合衆国でモスボールされた一群の船舶を指し、その大半は商船である。各船は20日から120日程度の日数で現役復帰することが可能であり、アメリカ合衆国が有事に突入した期間中に、軍用、或いは商船枯渇のような場合には非軍用に供される。
本項では便宜上国防予備船隊の一部を構成する即応予備船隊についても説明する。

## 概要
国防予備船隊はアメリカ合衆国運輸省（U.S. Department of Transportation, DOT）の海事局（Maritime Administration, MARAD）により運営されており、国防予備船隊は艦隊（Fleet）の名を冠するものの、大部分を戦闘艦艇が占める合衆国海軍予備艦艦隊（United States Navy reserve fleets）とは異なる組織である。
国防予備船隊の船舶は、次の3ヵ所、バージニア州フォート・ユースティス（ジェームズ川）、テキサス州ボーモント、カリフォルニア州サスーン湾の、指定された外港部のバースに係留されている。以前は、ニューヨーク州ストーニー・ポイント、ノースカロライナ州ウィルミントン、アラバマ州モービル、オレゴン州アストリア、ワシントン州オリンピアにも係留されており、合計8ヵ所の係留ポイントを持っていた。

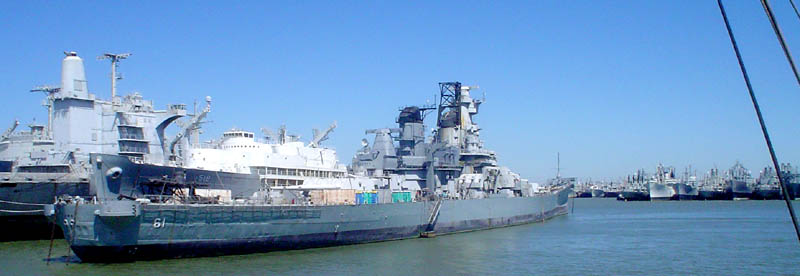
かつてサスーン湾に係留されていた戦艦アイオワ。現在はサンペドロの港へ回航され記念艦として展示されている。

船隊の縮減により、サスーン湾の係留箇所は2010年に最も船齢の長い船舶が集まる場所となり、大半の老朽船の船体は有毒物除去処置の後、（リサイクルのため）テキサス州、カリフォルニア州、或いはアジアで解体される。20隻のカリフォルニアの汚染されたモスボール船は2012年までに、続いて32隻が2017年までにリサイクルされる。

## 歴史

### 発足
国防予備船隊の法的枠組は、1940年代に構築されたものを基本に改正を重ねて長い間運用されてきた。
海事局（当時は商務省の傘下であった）には次の2つの権限が付与された。
1. 国防総省の海上輸送計画に基づき民間商船を徴用、管理する権限
2. 国防予備船隊の管理権限

1の法的根拠は1936年商船法510条(i)であり、第2の権限は1946年商船売買法が根拠となる。
国防予備船隊は1946年、この商船売買法（Merchant Ship Sales Act）11章に基づいて組織され、国防と有事対応のために船舶を保管することを目的とした。第二次大戦時にアメリカは戦時標準船を大量に建造したが、戦後はこれらの船舶の大半は余剰となっており、本制度の下に組み込まれて保全管理することになった。
なお、1946年商船売買法は関連細則が46年商船売買法連邦規則集（46CFR）として定められている。
船隊規模のピークは1950年で、国防予備船隊は2,277隻の船舶が在籍した。

### 国防予備船隊の動員
即応予備船隊（Ready Reserve Fleet、後述）が発足する前、国防予備船隊の船舶は7回の戦争と危機に出動した。
朝鮮戦争では540隻が軍隊輸送を支援するため動員された。当時は世界的な船舶不足で、1951年から1953年までは600隻以上が北欧への石炭輸送とインドへの穀物輸送に使用された。
1955年から1964年までは、別の600隻が農務省のため、穀物保管のために使用された。
1956年のスエズ危機で同運河が封鎖された際にも船舶不足が生じ、223隻の貨物船と29隻のタンカーが国防予備船隊から現役復帰した。
1961年のベルリン封鎖の際には、危機対処のため18隻が現役復帰し、1970年まで使用され続けた。
ベトナム戦争では172隻が使用された。

### 即応予備船隊の発足と推移
1976年8月26日、運輸長官と海軍長官の間で合意覚書が取り交わされ、これに基づいて1977年2月14日、国防予備船隊の中に即応予備船隊が発足した。法的にはCode Annotated Section 1744にてこの点に触れており、運輸長官の責任範囲が明示されている。
国防予備船隊の役割は上述のようにアメリカ政府所有船舶の保管や老朽船の系統的解撒という側面が強かったが、即応予備船隊は国防の一翼を担うものであり、これは国防予備船隊の質の向上にもつながっていった。なお、即応予備船隊の管理は海事局が担うが、海軍側で即応予備船隊を管理しているのは軍事海上輸送部隊である。海軍では即応予備船隊と軍事海上輸送部隊の洋上事前配備船隊（Afloat Prepositioning Force, APF）は別々に区分しているが、海事局では洋上事前配備船隊も即応予備船隊の一部として扱っている。このように、海事局と海軍で即応予備船隊の定義は異なる。
なお、岡部いさくによれば、即応予備船隊も1980年代以降に再編・登場した洋上事前配備船隊、海兵隊事前配備船隊（Maritime Prepositioning Ships、MPS）に比較すると即応能力は一段階低い扱いとされ、平時は基幹要員のみが乗り組む状態にある。

### 湾岸戦争での動員と影響
湾岸戦争で即応予備船隊は大規模な動員を行い、効果的に機能した。具体的には79隻の即応予備船隊所属船と2隻の特殊目的兵站船が出動し、その後即応予備船隊8隻がインド洋に常駐した。この8隻は1994年のOperation Vigilant Warriorでも出動している。
しかし、湾岸戦争の際も、出港が予定より大きく遅れた船があったという。この時代になると、蒸気タービンの取扱いが出来る乗員が減少しており、人員面でもネックを抱えるようになっていた。国防予備船隊については更に即応性が低く、1994年時点でも即応予備船隊等に属さない116隻の内過半の71隻を占めていたのはヴィクトリー型貨物船であった。1985年、同型の内最良の状態にあったSS American Victoryとハッティースバーグ・ビクトリーの2隻を試験的に現役復帰させたことがあったが、それぞれ60日、108日の日数を要したと言う。ただし、その後は別項で述べるように改善が進められている。
統合参謀本部は、湾岸戦争後、MPSやAPFといった事前配備船隊の強化を志向するようになり、「Mobility Requirement Study」という研究1991年1月から開始し、1992年1月23日に発表した。1995年3月28日には改訂版が発行された。この研究で立てられた計画では新造艦やリースの他、即応予備船隊に対して1999年度までに142隻と当時の5割増しに増勢し、内104隻をドライカーゴとするべきと提言したが、実際にはそこまでの増強はならなかった。
なお、即応予備船隊に続いて、海上事前配備船隊、海上事前集積船隊が発足、再編されていく中、技術の進歩や仕様の高度化も進み、国防予備船隊や即応予備船隊の船舶が商業輸送に出動する例は見られなくなっていった。即応予備船隊の船舶もシーリフト船が中心を占めるようになっていった。 
1994年のハイチ内戦の際には14隻の即応予備船隊所属船が平均3.1日の準備期間で出動した。

### 隻数の推移
下記は全てを合計した国防予備船隊の推移であるが、即応予備船隊の発足した1976年時点で国防予備船隊の船舶は348隻に減っており、その後は若干の増減を繰り返しつつ、2000年代は漸減に至っている。
| 会計年度 | 隻数  | 会計年度 | 隻数  | 会計年度 | 隻数 | 会計年度 | 隻数 | 会計年度 | 隻数 |
| -------- | ----- | -------- | ----- | -------- | ---- | -------- | ---- | -------- | ---- |
| 1945     | 5     | 1960     | 2,000 | 1975     | 419  | 1990     | 329  | 2005     | 273  |
| 1946     | 1,421 | 1961     | 1,923 | 1976     | 348  | 1991     | 316  | 2006     | 251  |
| 1947     | 1,204 | 1962     | 1,862 | 1977     | 333  | 1992     | 306  | 2007     | 226  |
| 1948     | 1,675 | 1963     | 1,819 | 1978     | 306  | 1993     | 302  | 2008     | 211  |
| 1949     | 1,934 | 1964     | 1,739 | 1979     | 317  | 1994     | 286  | 2009     | 196  |
| 1950     | 2,227 | 1965     | 1,594 | 1980     | 303  | 1995     | 296  | 2010     | 185  |
| 1951     | 1,767 | 1966     | 1,327 | 1981     | 317  | 1996     | 303  | 2011     | 163  |
| 1952     | 1,853 | 1967     | 1,152 | 1982     | 303  | 1997     | 307  | 2012     | 138  |
| 1953     | 1,932 | 1968     | 1,062 | 1983     | 304  | 1998     | 307  | 2013     | 124  |
| 1954     | 2,067 | 1969     | 1,017 | 1984     | 386  | 1999     | 312  | 2014     |      |
| 1955     | 2,068 | 1970     | 1,027 | 1985     | 300  | 2000     | 325  | 2015     |      |
| 1956     | 2,061 | 1971     | 860   | 1986     | 299  | 2001     | 316  | 2016     |      |
| 1957     | 1,889 | 1972     | 673   | 1987     | 326  | 2002     | 303  | 2017     |      |
| 1958     | 2,074 | 1973     | 541   | 1988     | 320  | 2003     | 297  | 2018     |      |
| 1959     | 2,060 | 1974     | 487   | 1989     | 312  | 2004     | 284  | 2019     |      |

### 2000年代の状況
2013年9月末時点で見ると国防予備船隊の総数は124隻となっており、内訳は主にドライカーゴ船、何隻かのタンカー、支援艦艇その他で2003年9月末時点の297隻から減勢している。
2013年9月末時点で即応予備船隊は46隻から成っている。なお、15隻は運輸省海事局が管理しているものの、他官庁のためのもので保管費用は補償されるのが原則である。1943年竣工の旧式艦であるアイオワもこうした1隻で、上述のようにサスーン湾で保管されている。

## 動員過程

### 動員計画全般での位置づけ
本節では動員過程について記述するが、有事の軍需海送は即応予備船隊や国防予備船隊のみならず、現役艦艇やチャーター船によっても実施されることに注意が必要である。以下、大枠から具体的な過程まで順を追って説明する。
有事の際の動員の根拠法は、朝鮮戦争に当たって整備された1950年防衛生産法（Defense Production Act, 1950年9月8日制定）である。同法では国防、安全保障のため動員計画を進めるため、下記の5項目について動員に段階的対応（Graduated Response）によって進展が図られるよう、議会が認定する旨を規定している。
1. 動員準備計画
2. 国内防衛産業基盤を改善するための措置
3. あらゆる危険な国際的・軍事的状況に対する段階的対応
4. 民間需要を満たすため必要なレベルを超えた国内生産能力の拡張
5. 民間物資・施設の軍事及びそれに関連した目的への転用

朝鮮戦争ではこのための具体的実施規定として大統領令第10219号が策定され、その第201条Cにて国防予備船隊の動員について法定していたが、この大統領令自体はケネディ政権時に廃止された。その後も効力を持っている大統領令としては12656号、12919号等がある。
具体的な動員手続きは概ね次のような順になっており、国防予備船隊の位置づけもされている。なお、これは海上のみならず航空輸送についても共通部分が多い。
1. 作戦に必要な輸送需要と現役戦力の分析
2. 予備役の選別的・部分的な動員
3. 商業的契約に基づく民間輸送資源の利用
4. 民間動員計画（CRAF[14],VISA[15]など）の立ち上げ
5. 予備役の全面的な動員（国防予備船隊等）
6. 民間輸送資源の徴用
7. 同盟国への協力要請

但し、鈴木滋は常にこの順で着手されるわけではない旨釘を刺している。例えば同盟国への協力要請は早期になされる場合もあり、民間船舶のチャーターも初動時から実施される。民間動員計画の前に予備役動員がかかる例もあると言う。

### 即応予備船隊の動員過程
民間動員計画、予備役動員などは関係省庁の承認を必要とし、国防、即応両予備船隊の場合は下記のようになる。
1. 海上輸送司令部（MSC）司令官が輸送軍（TRANSCOM）司令官に動員要請
2. 輸送軍司令官の検討、承認
3. 輸送軍司令官が国防長官に動員要請
4. 国防長官の検討、承認
5. 国防長官が海事局長官に動員要請を回付
6. 海事局長官が動員を実施
7. 運輸長官、大統領による動員の承認[17]

このような動員に備え、即応予備船隊の多くは国防総省の方針により軍需物資集積地に近い商港、政府所有の岸壁に分散配置され、Outpostingと呼称されている。1998年時点では即応予備船隊の3分の2に当たる約60隻がOutpostingされており、日本国広島港にもガソリンタンカーを配置していた。

## 船隊の運用

### 動員訓練
即応予備船隊の船舶は各船毎に出動期間までの準備期間が定められており、具体的には短期間の側から4日、5日、10日、20日、30日の5段階がある。1998年時点では、4日、5日での即応を求められている船舶は46隻であり、これらはROS（Reduced Operating Status）船と呼ばれている。基幹要員は1隻あたり平均10名程度である。
湾岸戦争以前は即応動員で失態を見せた即応予備船隊であったが、これを教訓に即応性の向上に努力が傾けられるようになった。こうした即応能力の確認方法は具体的には下記の2通りある。
1. 不作為抽出した船舶に事前通告無しに実施する。鈴木滋によれば「実戦的で臨場感を伴ったもの」だと言う。
2. スケジュールを組み物資輸送、訓練を実施する（ROS船は毎年、その他の即応予備船隊は隔年で実施）

事前通告なしの訓練はTurbo-Activationと呼ばれる。Turbo-Activation96-1、Turbo-Activation96-2といった1990年代後半の動員訓練では事前通告無しに召集した船舶が規定の時間内に任務を完遂するなど、改善されている。テスト結果は維持、整備、修理の重点把握の資料としても使われる。1996会計年度には61隻がスケジュールテストを実施し、それまでで最大の規模となった。

### 船舶の保全
軍事的或いはロジスティクス上有用な船舶は保管艦状態を維持し続けられ、保全計画によって現役であった時と同じ状態のままとなるように管理されている。
船内空間の防湿処置は効果的な手段で、金属腐食、カビ、白カビの増殖を抑制する。陰極防食法（Cathodic protection system）は、印加された電流を使う方法で、直流電源が陽極から防食対象の陰極側、船体外殻の水線下の部分へ流され、
その結果、電界によって腐食は抑制され船体外殻は保全される。
外側の塗装と化粧作業は一般的にそのままとされるが、理由としては放置しても問題とはならず、現役復帰および運用能力を維持できるからである。

### 退役艦、老朽船の取扱い
海事局は国防予備船隊計画に関して政府への提案を行う官庁として認められており、商船タイプの船舶で総トン数1,500トン以上のものが計画対象となる。州当局は船舶譲渡の申請書を提出して船舶の譲渡を求めることが出来、目的と使用箇所を明記して、国防予備船隊の船舶を人工漁礁として活用している。これは1972年に海事局が開始した人工漁礁計画に基づいており、1972年Public Law 92-402を根拠法としたのが始まりで、その後Public Law 98-623の改正を経てリバティ船のみだった対象を国防予備船隊の全老朽船に拡大した。漁礁設置の金銭的負担は全て州が負うが、船内機器類の売却益を充当することが出来る。
51隻の船舶が10州に引き渡され、具体的には次のようになっている。テキサス州（12隻）、フロリダ州（10隻）、ノースカロライナ州（7隻）、バージニア州（6隻）、アラバマ州（5隻）、ミシシッピ州（5隻）、サウスカロライナ州（2隻）、カリフォルニア州（1隻）、ニュージャージー州（1隻）。国防予備船隊が保管対象としていない132隻の内、117隻はこうした処分の提案がされている。
国防予備船隊計画は歴史的遺産を海洋遺産保存団体に譲渡、または貸与を根拠付けるものとなっている。譲渡に際しては、特別立法により船全体を記念協会に移管することも出来る。
退役した商船設計の海軍艦船には揚陸作戦艦艇が含まれるが（海上輸送司令部のため海事局により動員状態に置かれている船舶は保管艦から除外）、退役艦船の整備施設の係留施設が満杯状態にある場合には、国防予備船隊に置かれることもある。戦艦、巡洋艦、航空母艦などで除籍された艦や最終処分待ちの艦は海事局の係留場所に移動させられることもある。
最初の段階として、上述の船舶は維持・整備のため1932年経済法（Economy Act）に基づいて海事局に移管されることになる。

### 新規船舶の調達
国防予備船隊に移管された船舶は海軍動員計画（Navy Mobilization Plans）によって保全管理され、海事局により整備されているが、その優先順位は海軍省が設定している。もし海軍がある船を不要と判断した場合には、アメリカ海軍長官はその船を軍籍簿から除籍し、海事局に所有を移籍する。
1976年の合意覚書により海事局は即応予備船隊の調達の責任も負っている。この方法は下記の3通り存在する。
1. T-shipとして発注されたシーリフト船を即応予備船隊に移籍する
2. 民間船を購入し改造して即応予備船隊に編入する
3. 国防予備船隊からのアップグレード

国防予備船隊からのアップグレードは1936年商船法（Merchant Marine Act of 1936）510条(i)に規定された方法によっている。具体的にはアメリカの海運会社から商船として役に立たなくなった種船をスクラップ価格で海事局に売却を打診し、海事局は国防予備船隊や即応予備船隊に適当であるかどうかを検討した後必要ならば、交渉の後これを下取りし、改装、整備して編入する。この購入資金原資として国防予備船隊でNon-Retention扱いとなった老朽船を解体業者に売却した代金が船舶回転資金（Vessel Operations Revolving Fund, VORF）として積み立てられてきた。

## アメリカ造船業に与える影響
国防予備船隊の保管船舶は改造・整備・修理・解体などに際してアメリカ造船業界に一定の仕事を供給する結果となっている。国防予備船隊について日本向けに作成された『米国海軍予備船隊制度に関する調査』は、海軍独自仕様や検査の結果船価が異常に高額となる傾向はあるものの、一般商船の建造ノウハウ蓄積に資する内容ではなく、一般の商船マーケットに影響を与えるものではないと結論している。

## 汚染問題

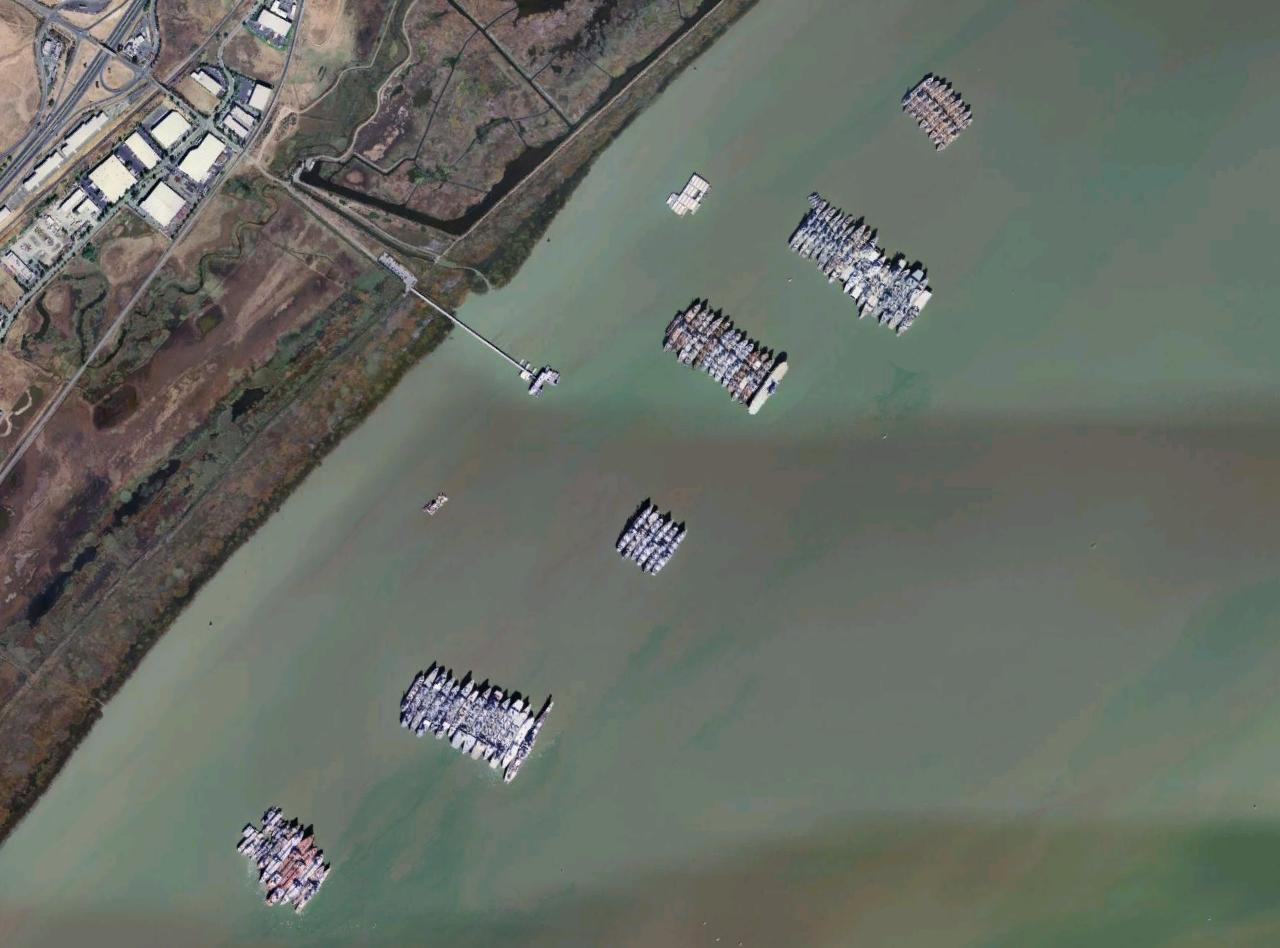
サスーン湾に係留された国防予備船隊の船舶

1959年、サスーン湾には324隻が保管されていた。40年後、その数は約250隻に減少したが、汚染物質がこの区域に堆積し始めた。カリフォルニアの環境運動家達は73隻の残存保管船による汚染問題の拡大に連邦政府の注意を向けさせるため、カリフォルニア州法を使って政府に独自の水質浄化法を実施するよう求めたが、うまくいかなかった。
塗料は次のような有害物質－鉛、銅、亜鉛、バリウムなど－を含有しており、多数の船で船殻と上部構造物から剥離が起こっている。2007年6月までに、約21トンの有害塗料片が船舶から剥離し湾内に堆積すると見積もられた。更に、65トンの塗料が剥離の危険にあると見積もられた。
バラク・オバマが大統領に選出されると、カリフォルニア州マーティネズ市のジョージ・ミラー下院議員のような地方政治家は海事局にて環境問題に取り組む新たな意欲を見せた。ミラー議員は「過去8年間、実質的に何の対策もなく船の有害物質除去は放置されたため、僅か数隻の老朽船が撤去させられたに過ぎない。議会の指示があったにもかかわらずである。」と述べている。海事局の長官代理デヴィッド・マツダは「我々はまず迅速に最も汚染のひどい船を撤去し、次いで残りの除去処置も熱心に実施している」と述べた。約52隻の船舶が問題が多いと確認され、2017年9月までに撤去、リサイクルが計画されている。腐食が最も進んでいた20隻は2012年9月までに除去され、作業は2009年11月に開始された。そうした船の1隻、SS Winthropはカリフォルニアモスボール船隊で最後のVictory shipであり、2010年3月にBAEシステムズがサンフランシスコに持っている修理ドックに曳航され、フジツボと植物を除去した。最後の航海でテキサス州ブラウンズビルの解体場に向かう前のことであった。船体の清掃はアメリカ沿岸警備隊によって規定化されたことで、カリフォルニア原産の種を他の場所に拡散させないための処置である。幾つかのリサイクル作業はサンフランシスコ湾岸地域では完了する可能性がある。特にかつてのメア・アイランド海軍造船所においては、そうした作業の申請が審査の上認可されている。38億USドルのフェデラルファンドが解体計画の完遂に投じられる。マツダは「この重要な協定は最も汚染された船舶を2012年までに撤去するというオバマ政権の約束を公式なものにする」と述べている。他に活動していたカリフォルニアの政治家は上院議員のBarbara Boxer、ダイアン・ファインスタイン、下院議員のEllen Tauscherである。

## その他
かつての係留地のひとつ、ストーニー・ポイントは1970年代初頭までは観光スポットにもなっており、見渡す限り大量の戦時標準船が黒塗りにされてハドソン湾に並べられていたと言う。